# Zemplínska Nová Ves
Zemplínska Nová Ves (allemand : Neudorf bei Semplin), est un village de Slovaquie situé dans la région de Košice.

## Microrégion
Zemplínska Nová Ves fait partie depuis 2007 de la microrégion de Roňava. les autres villages faisant partie de la microrégion sont Brezina, Byšta, Čeľovce, Egreš, Kazimír, Kuzmice, Lastovce, Luhyňa, Michaľany (siège), Nižný Žipov, Slivník, Stanča et Veľaty. Le nom Roňava provient de la rivière homonyme affuente du Bodrog.

## Histoire
Première mention écrite du village en 1263.

## Démographie

### Évolution de la population
| Année:               | 1994. | 2004.   | 2014.   | 2024.   |
| -------------------- | ----- | ------- | ------- | ------- |
| Nombre de personnes: | 883   | 954     | 900     | 926     |
| Différence:          |       | +8,04 % | -5,66 % | +2,88 % |

| Année:               | 2023. | 2024.   |
| -------------------- | ----- | ------- |
| Nombre de personnes: | 922   | 926     |
| Différence:          |       | +0,43 % |